# Tyrusmoor
Das Tyrusmoor (litauisch Tyrai pelkė) ist ein Moor nahe dem Kurischen Haff im historischen Ostpreußen im Bezirk Klaipėda (Memel), Litauen.

## Topographie
Das Moor, das sich über 11,3 Quadratkilometer erstreckt, befindet sich nördlich des Dörfchens Pjaulia (Piaulen), 3 km westlich von Priekulės (Prökuls). Das Moor wird vom König-Wilhelm-Kanal gekreuzt. Das Tyrusmoor, ein weitgehend abgetrocknetes Hochmoor, zählt mit dem Ibbenhorster Moor und dem Augstumalmoor zu den größten zusammenhängenden Moorflächen in der Region.
Die Ablagerungen des Tyrusmoors gehen zurück auf den ehemaligen Mündungslauf der Minge, die früher ein eigenes Mündungsdelta nördlich des Mindenburger Plateaus bildete, anstatt wie heute in die Atmath zu münden. Nördlich des ehemaligen Mündungslaufs bildete sich das Tyrusmoor, südlich entsprechend das Schwinzelner Moor. Aus dieser Zeit stammen die breiten Mündungstrichter der Drawöhne (Dreverna) und des Klischub-Flusses (Klišupė).

## Benennung
Der Name geht auf das Pruzzische tyrus zurück, das einsam, öde, unverfälscht bedeutet.